# Alice in Wonderland (videojuego de 2000)
Alice in Wonderland es un videojuego de plataformas desarrollado por Digital Eclipse Software y publicado por Nintendo para Game Boy Color entre 2000 y 2001. El juego sigue la trama de la película animada homónima de 1951.
- Datos: Q2836700